# Saint-Venant
Saint-Venant (flämisch: Papingem) ist eine französische Gemeinde mit 3002 Einwohnern (Stand: 1. Januar 2022) im Département Pas-de-Calais in der Region Hauts-de-France. Sie gehört zum Arrondissement Béthune und zum Kanton Lillers. Die Einwohner werden Saint-Venantais genannt.

## Geographie

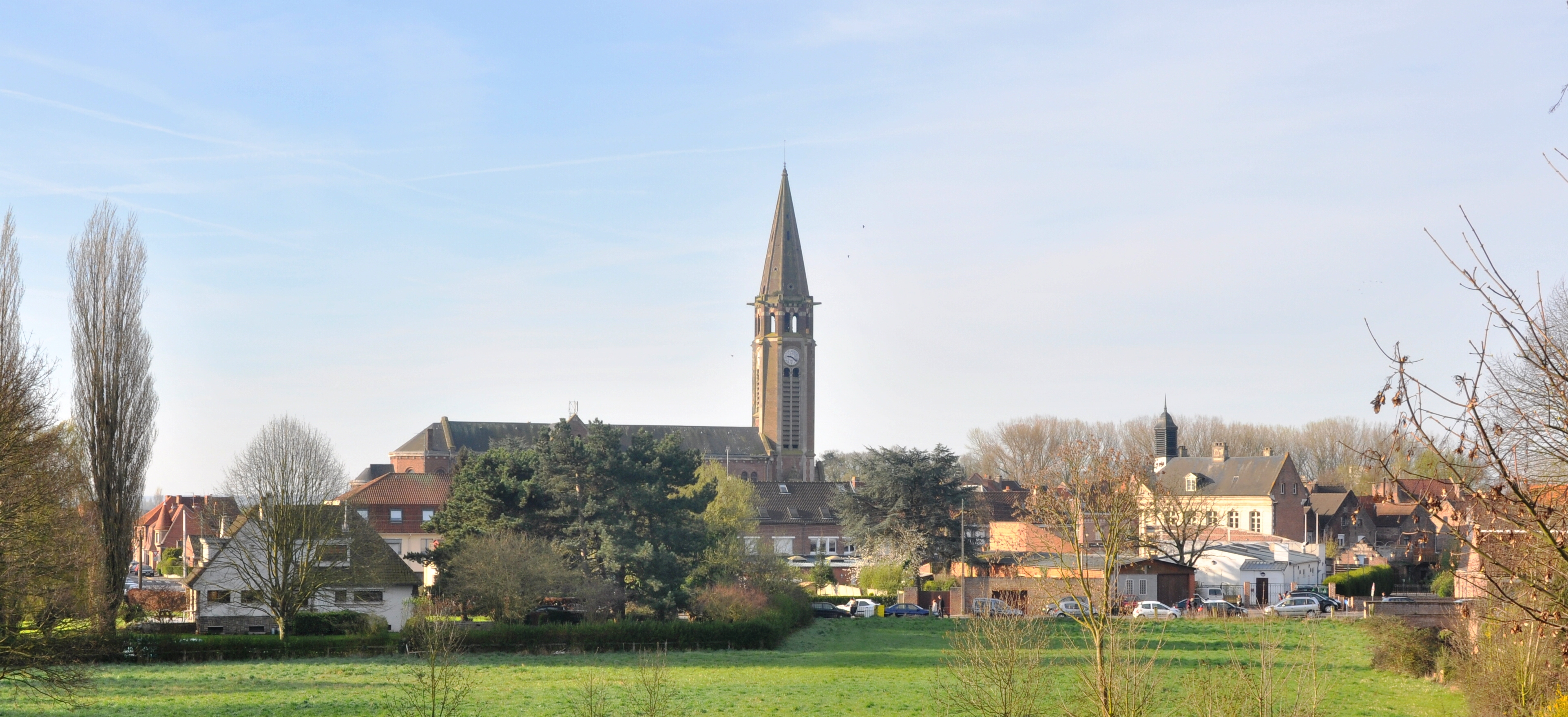
Blick auf die Gemeinde

Umgeben wird Saint-Venant von den Nachbargemeinden Haverskerque im Norden, Saint-Floris im Osten, Robecq im Süden und Südosten, Busnes im Süden, Guarbecque im Südwesten, Isbergues im Westen sowie Aire-sur-la-Lys und Thiennes im Nordwesten.
Der Ort liegt am südlichen, rechten Ufer der Leie, in die hier die nach den jeweiligen Nachbargemeinden benannten Flüsschen Guarbecque und Busnes münden.

## Bevölkerungsentwicklung
| Jahr      | 1962 | 1968 | 1975 | 1982 | 1990 | 1999 | 2006 | 2011 |
| Einwohner | 4029 | 4328 | 3988 | 4127 | 3887 | 3206 | 3260 | 3035 |

## Sehenswürdigkeiten
- Kirche von Saint-Venant, 1918 wieder errichtet mit Glockenturm aus dem 16. Jahrhundert
- Rathaus von 1776, seit 1951 Monument historique
- Häuser und Bauernhöfe des 18. Jahrhunderts
- Britischer Militärfriedhof

## Persönlichkeiten
- Robert de Waurin (gestorben 1360), 1344 Marschall von Frankreich
- Charles-Louis-Félix Franchot (1809–1881), Erfinder und Konstrukteur